# Východní partnerství

Evropská unie
Východní partnerské země

Východní partnerství je projekt iniciovaný Evropskou unií v rámci evropské politiky sousedství. Jeho cílem je těsnější spolupráce Unie se šesti státy východní Evropy a Kavkazu (Bělorusko, Ukrajina, Moldavsko, Gruzie, Arménie, Ázerbájdžán). Projekt partnerství byl přijat na návrh polského ministra zahraničí Radosława Sikorského podporovaného Švédskem v Bruselu dne 26. května 2008. Zakládající schůzka vrcholných představitelů 33 zemí – 27 států EU a Arménie, Ázerbájdžánu, Gruzie, Moldavska, Běloruska a Ukrajiny –  pak proběhla během českého předsednictví dne 7. května 2009 v Praze. Podle zakládacího dokumentu měla EU poskytnout do roku 2013 na programy podporující sociální rozvoj nebo investice do infrastruktury v partnerských zemích celkem 600 milionů EUR.
Východní partnerství chce podporovat politické a hospodářské reformy v šesti postsovětských zemích; v dlouhodobější perspektivě je možná i jejich kandidatura do EU. Nejproblematičtějším bodem je vztah EU k Bělorusku, vedenému autoritářským prezidentem Lukašenkem. Proti ruským obavám o ztrátu vlivu v dotčených zemích bývalý český premiér Mirek Topolánek uvedl, že „Východní partnerství není namířeno proti nikomu.“
24. dubna 2014 proběhl v Praze summit k 5. výročí založení iniciativy. Hlavní tématem bylo řešení ukrajinské krize.
11. prosince 2023 proběhlo zasedání ministrů zahraničních věcí zemí Východního partnerství, jehož cílem mělo být utužení vzájemných vztahů. Tématem summitu bylo mimo jiné řešení přetrvávajících důsledků ruské války na Ukrajině, zazněly však také otázky dopravy a bezpečnosti silničního provozu, otázky energetiky, ekologie nebo lidských práv a právního státu.